# Trichospermum peekelii
Trichospermum peekelii är en malvaväxtart som beskrevs av Karl Ewald Maximilian Burret. Trichospermum peekelii ingår i släktet Trichospermum och familjen malvaväxter. Inga underarter finns listade i Catalogue of Life.